# Куц Галина Михайлівна
Гали́на Миха́йлівна Куц (нар. 12 липня 1967, м. Дрогобич, Львівська область) — українська політична та громадська діячка, докторка політичних наук (2012), кандидатка філософських наук (2003), професорка Харківського національного педагогічного університету імені Григорія Сковороди, депутатка Харківської обласної ради (з 2020), кавалерка ордену княгині Ольги III ступеню (2018).

## Біографія
Галина Куц народилася 12 липня 1967 року у місті Дрогобич на Львівщині у родині вчителів. Її батько був істориком, а мати — математикинею.
Середню освіту здобула із золотою медаллю. У 1989 році з дипломом з відзнакою закінчила Хмельницький технологічний інститут.
Протягом 1989—1999 років вона працювала інженеркою-технологинею АТ ПТФ «Росинка», проте в цей час значний час провела у декретних відпустках догляду за дітьми.
У 1999 році Галина Куц стала асистенткою кафедри історичних і політичних наук Інституту сходознавства та міжнародних відносин «Харківський колегіум», у 2000 році перейшла на посаду асистентки кафедри філософії та політології Харківської державної академії технології та організації харчування, а у 2001 році — викладачки кафедри гуманітарної підготовки та права Харківського інституту військово-повітряних сил України імені І. Кожедуба. Одночасно, у 1999 році, вступила до аспірантури на кафедрі теорії культури та філософії науки Харківського національного університету імені В. Н. Каразіна, яку закінчила у 2003 році.
У 2002 році стала викладачкою кафедри теорії культури та філософії науки Харківського національного університету імені В. Н. Каразіна, а наступного року отримала посаду старшої викладачки.
У травні 2003 році Галина Куц  захистила дисертацію на здобуття наукового ступеню кандидатки філософських наук «Феномен моди: онтологічний статус і філософсько-антропологічні засади».
З 2004 по 2013 рік вона працювала доценткою кафедри політології філософського факультету Харківського національного університету імені В. Н. Каразіна, а одночасно — з 2004 по 2007 рік — доцентка кафедри теорії культури та філософії науки цього ж університету.
У 2006 році їй було присвоєне вчене звання доцентки, а вже у 2008 році вступила у докторантуру на кафедрі політології ХНУ імені В. Н. Каразіна, яку закінчила у 2011 році.
У 2012 році вона успішно захистила докторську дисертацію з політології «Трансформаційний потенціал лібералізму в політичному просторі».
З 2012 по 2015 рік вона за сумісництвом викладала у Національному юридичному університеті імені Ярослава Мудрого.
У 2013 році Галина Куц перейшла на роботу як професорка кафедри політології, соціології та культурології факультету психології і соціології до Харківського національного педагогічного університету імені Г. С. Сковороди і працює тут понині.
У 2014 році їй було присуджене вчене звання професорка.
У 2015—2016 році була запрошеною професоркою в Інституті суспільних наук і безпеки Природничо-гуманітарного університету в м. Седльці (Польща), де викладала політологічні навчальні курси з проблематики національної безпеки.
У 2019 році вона була завідувачкою відділу досліджень Східного регіону в місті Харкові Національного інституту стратегічних досліджень.

## Науковий доробок

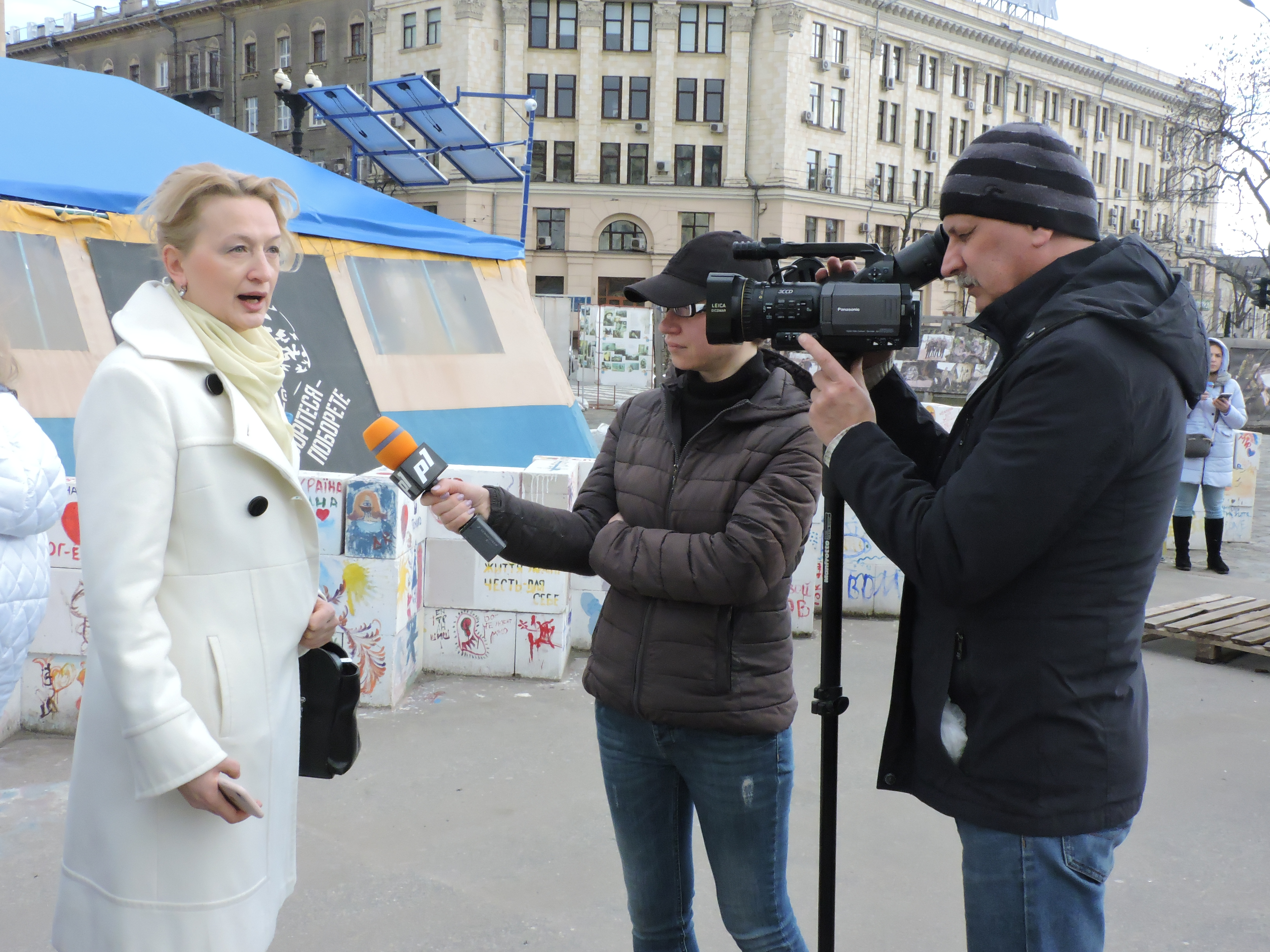
Галина Куц дає інтерв'ю телеканалу «Р1» (березень 2020)

Галина Куц є авторкою понад 200 наукових публікацій та займається вивченням проблем лібералізму, політичної ідеології, політичних технологій та електорального процесу.
Під її науковим керівництвом захищено 5 кандидатських дисертацій.
Вибрані публікації
- Ліберальні трансформації політичного простору. — Х., 2011
- Стереотипізація як домінуюча дискурсивна практика виборчого процесу в Україні // Наук. зап. Ін-ту політ. і етнонац. дослідж. НАНУ. — К., 2013. Вип. 6(68)
- Специфіка електоральних пріоритетів виборців Харківщини: відлуння голодомору // Гілея: Зб. наук. пр. К., 2014. Вип. 82(3)
- Postcommunist Ukraine: from Maydan to Maydan // European J. of Transformation Studies. 2014. Vol. 2, № 1.

## Громадська діяльність

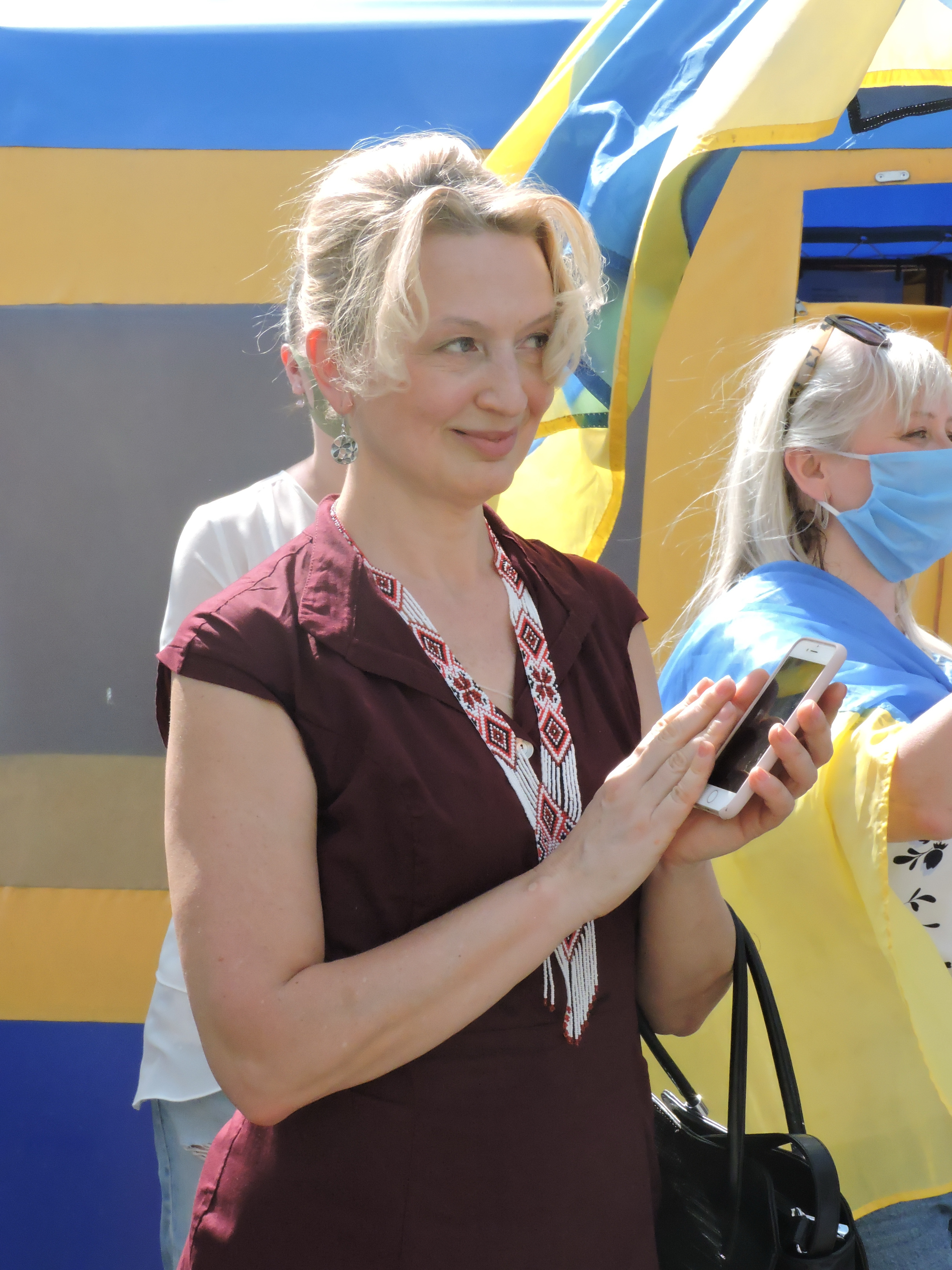
Галина Куц під час акції на підтримку Петра Порошенка (червень 2020)

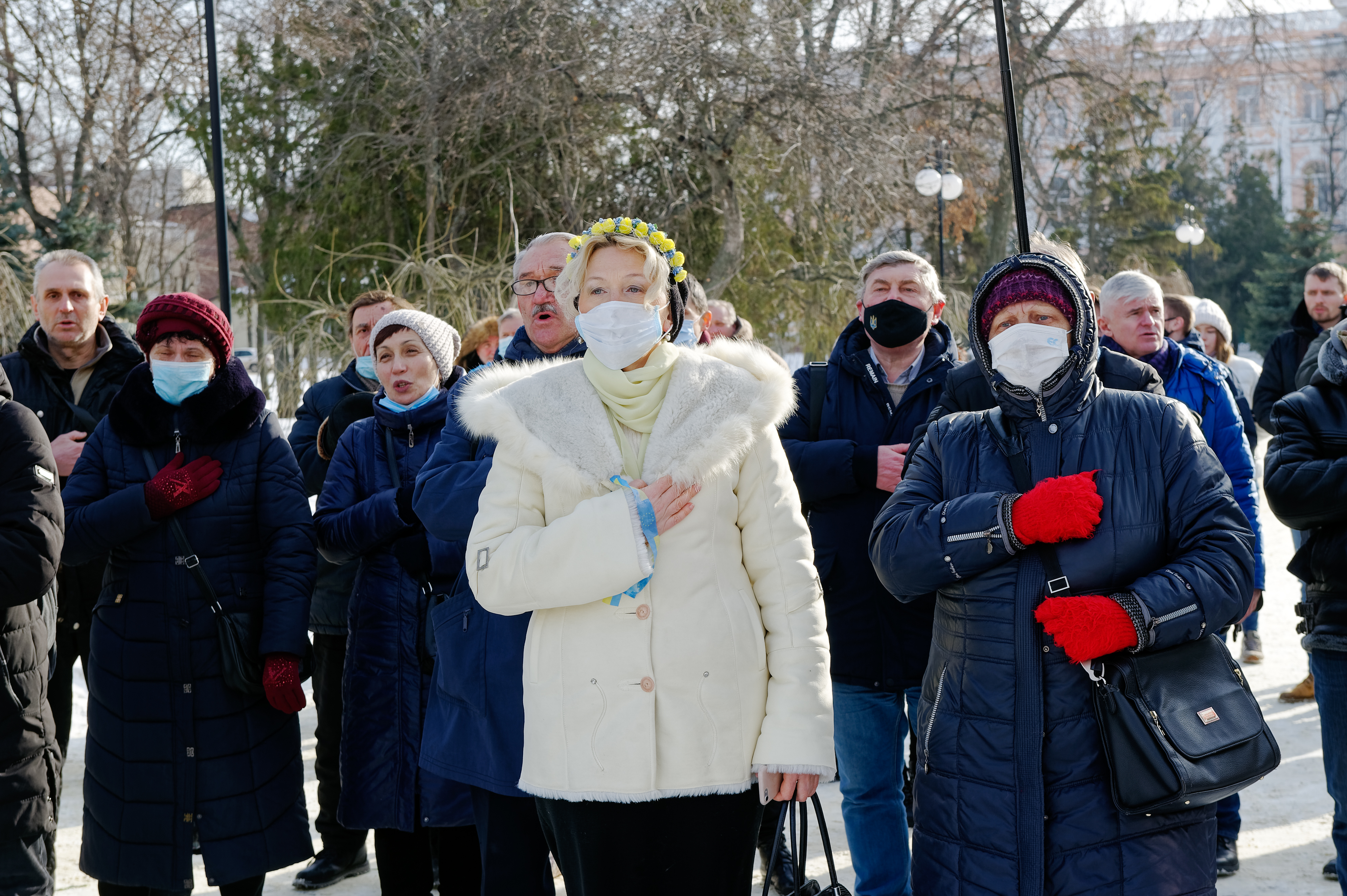
Галина Куц (на передньому плані) під час вшанування пам'яті Героїв Небесної Сотні (лютий 2021)

Галина Куц є заступницею голови Науково-методичної комісії (соціальні науки та журналістика) та членкинею Науково-методичної комісії (напрям: 052 — Політологія) сектору вищої освіти Науково-методичної ради Міністерства освіти і науки України. Також вона є експерткою секції за напрямом «Соціально-історичні науки» Наукової ради МОН України (політологія, філософія, соціальні комунікації).
Вона є членкинею Ради Харківського обласного об'єднання Всеукраїнського товариства «Просвіта» імені Тараса Шевченка.
Протягом 2014—2019 років вона була головою спеціалізованої вченої ради по захисту кандидатських дисертацій з політичних наук.
Галина Куц також є організаторкою та координаторкою низки громадсько-політичних та комеморіальних заходів у Харкові, зокрема, до Дня вишиванки, вшанування пам'яті жертв Голодоморів. У 2016 році вона входила до складу громадського оргкомітету ініціативної групи із вшанування пам'яті Івана Мазепи та відзначення 330-річчя від часу обрання його гетьманом Україн
У 2015 році вона була кандидаткою до Харківської міської ради (44-й виборчий округ) та Харківської обласної ради (виборчий округ 78) за списками політичної партії «Самопоміч», але її не було обрано до жодної з рад.
Під час позачергових виборів народних депутатів України до Верховної Ради України 2019 року Галина Куц була кандидаткою по 168 виборчому округу від «Європейської Солідарності». На той момент вона була позапартійною. У виборах вона брала участь як переможниця партійного праймериз по Харківській області. За результатами виборів у виборчому окрузі вона посіла четверте місце, набравши 6787 голосів (9,27 %).
Під час місцевих виборів 2020 року Галина Куц була першим номером списку партії «Європейська Солідарність» до Харківської обласної ради. На цей час вона вже була членкинею партії «ЄС». За результатами голосування вона була обрана депутаткою Харківської обласної ради VIII скликання. В Харківській обласній раді вона є головою постійної комісії з питань науки, освіти та духовності.

## Нагороди
- Орден княгині Ольги III ступеня «за вагомий особистий внесок у розвиток національної культури і мистецтва, багаторічну просвітницьку діяльність та з нагоди 150-річчя заснування товариства „Просвіта“» (2018)[24]

## Особисте життя
Галина Куц одружена з Юріем Куц) Має двох дітей: дочку та сина. Проживає у Харкові.

## Цікаві факти
Галина Куц викладала курси «Політологія» (у 2010) та «Ідеологія та політика» (у 2012) у Мирослава Мисли та залишила собі на згадку його есе про націоналізм.